# Sirenum Tholus
Il Sirenum Tholus è una struttura geologica della superficie di Marte.